# Les Feux de Bakou
Pour plus de détails, voir Fiche technique et Distribution.
Les Feux de Bakou (ou Les Lumières de Bakou ; en russe : Огни Баку) est un film dramatique soviétique réalisé par Iossif Kheifitz, Rza Tahmasib et Alexandre Zarkhi, sorti en 1950.   

## Synopsis
Le film décrit des travailleurs dans les champs pétrolifères d'Azerbaïdjan pendant la Seconde Guerre mondiale, alors qu'ils revêtaient une grande importance stratégique.
Les prises mettant en scène Mikheil Gelovani dans le rôle de Joseph Staline ont été coupées après la mort du dictateur, alors que son culte de la personnalité avait été attaqué par la nouvelle direction soviétique.

## Fiche technique
- Titre original :  russe : Огни Баку
- Titre français : Les Feux de Bakou
- Réalisation :  Iossif Kheifitz, Rza Tahmasib et Alexandre Zarkhi
- Scénario :  Grigoriy Koltunov, Evgeniy Pomeshchikov
- Photographie : Gavriil Egiazarov
- Montage : Ye. Bazhenova
- Musique : Qara Qarayev
- Pays d'origine :
- Langue originale : russe
- Format : noir et blanc
- Genre : drame
- Durée : 88 minutes
- Dates de sortie :

## Distribution
- Mirza Aliyev : Alibala Aliyev
- Merziyye Davudova : Anakhanim
- Nikolaï Okhlopkov : Satrov
- Naciba Malikova : Mirvarid
- Inci Eroglu : Fuad
- Nikolaï Krioutchkov : Paramanov
- Pyotr Arzhanov : Qarsiya
- Serke Kozhamkulov : Qadir
- Vladimir Gardine : Verfild
- Viktor Stanitsyn : Winston Churchill
- Kh. Malikov : le pétrolier
- Mukhlis Dzhanni-zade : Qara
- Heiri Emirzade
- Mikheil Gelovani : Staline
- Munavar Kalantarli : Sakin
- Aziza Mammadova : Sakin
- Mikayil Mikayilov : Ingilis zabiti
- Nikolai Mordvinov : Lavrenti Beria (scènes supprimées)
- Rza Tahmasib : Mir Cafar Bagirov
- Emmanuil Geller : serveur
- Georgiy Georgiu : membre de la mission britannique
- Aleksandr Shatov : Charles Semmer